# Koliberek żarogłowy
Koliberek żarogłowy (Calypte anna) – gatunek małego ptaka z rodziny kolibrowatych (Trochilidae). Zamieszkuje zachodnią Amerykę Północną. Nie jest zagrożony wyginięciem.

## Taksonomia
Po raz pierwszy gatunek opisał René Lesson w 1829 w swojej książce Histoire naturelle des oiseaux-mouches. Nowemu gatunkowi nadał nazwę Ornismya Anna. Holotyp pochodził z San Francisco (Kalifornia). Obecnie (2020) Międzynarodowy Komitet Ornitologiczny umieszcza koliberka żarogłowego w rodzaju Calypte jako jeden z dwóch gatunków. Uznaje gatunek za monotypowy.

### Etymologia
Epitet gatunkowy jest eponimem honorującym księżniczkę d’Essling i księżną de Rivoli Annę d’Essling (1802–1887), szefową dwórek cesarzowej Eugenii oraz żonę francuskiego kolekcjonera François Masséna III księcia d’Essling i II diuka de Rivoli.

## Morfologia
Długość ciała wynosi 10–11 cm; masa ciała samca 3,3–5,8 g, samicy 3,3–4,7 g. U samca charakterystyczne, różowoczerwone gardło i ciemię. U samicy występują na gardle delikatne, czerwone plamki; wierzch ciała zielony, spód szary; ogon z białymi rogami.

## Zasięg występowania
Koliberki żarogłowe zamieszkują południowo-zachodnią Kanadę (Kolumbia Brytyjska) na południe przez zachodnie Stany Zjednoczone (na wschód po południową Arizonę) po północno-zachodni Meksyk (północno-zachodnia Kalifornia Dolna). Miejsce zimowania zmienne. Kolibry te pojawiają się nieregularnie na południe po północną część stanu Sonora, na południowy wschód po wybrzeże Zatoki Meksykańskiej, na północ po południowo-wschodnią Alaskę. Sporadycznie wędrują dalej na wschód.

## Ekologia i zachowanie
Środowiskiem życia koliberków żarogłowych są ogrody, kaniony, podnóża gór, nadrzeczne zadrzewienia, chaparral. Koliberki żarogłowe żywią się nektarem, żywicą drzew oraz niewielkimi owadami i pajęczakami. Odwiedzają również karmniki ze słodką wodą dla kolibrów.

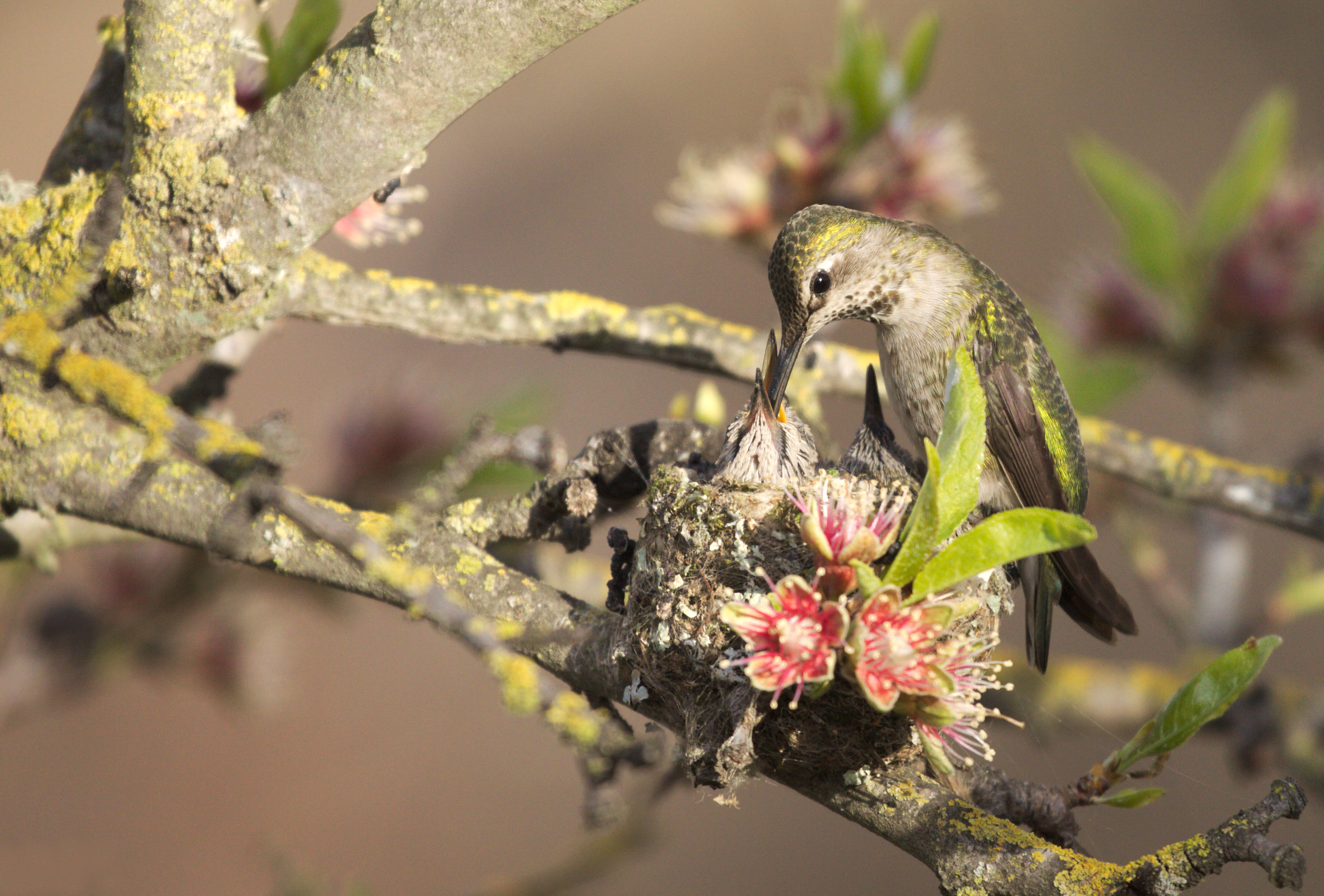
Samica karmiąca pisklęta

### Lęgi
Długi, nurkowy lot tokowy zakończony gwałtownym, głośnym trzepotaniem skrzydeł przed samicą. Okres lęgowy trwa od listopada do maja, czasami do czerwca. Za budowę gniazda, wysiadywanie i odchów młodych odpowiada samica. Umieszczone jest na drzewie lub krzewie. Budulec stanowią głównie włókna roślinne, puch i sierść. Zewnętrzna warstwa zamaskowana jest martwą materią roślinną, mchem i porostami. Średnica gniazda wynosi 3,8–5,1 cm. Zniesienie wynosi 2 jaja, skorupki są owalne, białe. Inkubacja trwa 14–19 dni. Pisklęta otwierają oczy po 5 dniach życia. Samica opiekuje się młodymi w gnieździe przez kolejne 18–23 dni.

## Status
IUCN uznaje koliberka żarogłowego za gatunek najmniejszej troski (LC, Least Concern) nieprzerwanie od 1988 (stan w 2025). W 2019 organizacja Partners in Flight szacowała liczebność populacji na 9,6 miliona dorosłych osobników. Trend liczebności populacji uznaje się za wzrostowy.